# Pálfa
Pálfa è un comune dell'Ungheria centro-meridionale di 1 867 abitanti (dati 2001). È situato nella contea di Tolna.